# Padroni
Padroni è un centro abitato (census-designated place) degli Stati Uniti d'America, situato nella contea di Logan dello stato del Colorado. Nel censimento del 2000 la popolazione era di 97 abitanti.

## Geografia fisica
Secondo i rilevamenti dell'United States Census Bureau, Padroni si estende su una superficie di 2,1 km².